# Dyomyx unicolora
Dyomyx unicolora är en fjärilsart som beskrevs av George Francis Hampson 1926. Dyomyx unicolora ingår i släktet Dyomyx och familjen nattflyn. Inga underarter finns listade i Catalogue of Life.